# La Prédication de saint Pierre
La Prédication de saint Pierre est une fresque de Masolino décorant la chapelle Brancacci dans l'église Santa Maria del Carmine à Florence. L'œuvre, datable d'environ 1424-1425 (255 × 162 cm), représente une scène des Histoires de saint Pierre tirée des Actes des Apôtres (II, 14-41).

## Histoire
Les fresques de la chapelle Brancacci sont une énigme pour les historiens du fait de l'absence de documentation authentifiée. Peut-être commandées à Masolino, qui avait le jeune Masaccio comme assistant, des preuves indirectes permettent de savoir qu'elles ont dû être commencées en 1424 et qu'à partir de 1425, elles sont exécutées par Masaccio seul après le départ de Masolino pour la Hongrie.
Cette scène, sauvée des repeints baroques de la voûte, est ressortie noircie par l'incendie de 1771 qui a détruit une grande partie de la basilique. Ce n'est qu'avec la restauration de 1983-1990 qu'il a été possible de retrouver la couleur brillante d'origine et que les repeints ont été éliminées.

## Description et style
La scène de la Prédication se trouve sur le mur du fond dans le registre central, côté gauche, à côté du Paiement du tribut de Masaccio. L'histoire de référence est celle présente dans les Actes des Apôtres (II 14-41) dans laquelle saint Pierre commence à prêcher à la foule après la Pentecôte, exhortant le peuple au baptême. Dans cette scène, Pierre est représenté seul, tandis que dans le texte des Actes il est en compagnie des autres apôtres : ce choix souligne fortement sa primauté et sa personnification avec toute l'Église.

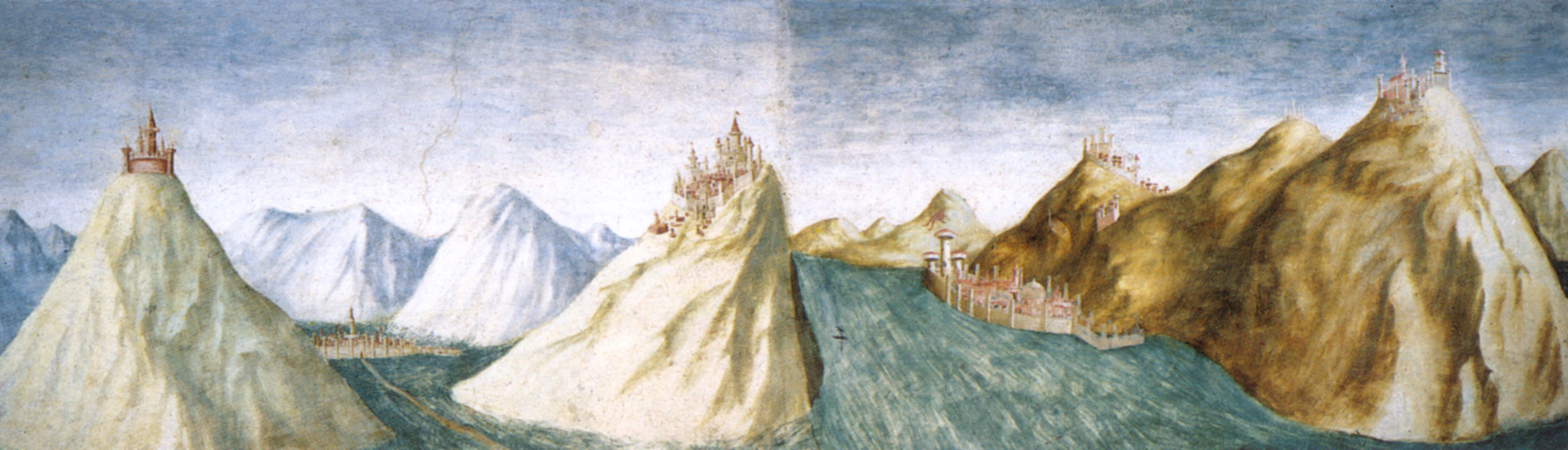
Paysage de montagne de Masolino dans une fresque de Castiglione Olona, Palazzo Branda.

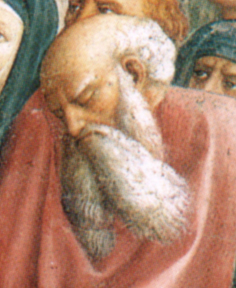
Détail.

Masolino a peint la fresque en huit jours, et on suppose que Masaccio aurait participé à la peinture des montagnes en arrière-plan, qui sont liées à celles du Tribut. Seules les montagnes sont très certainement de Masaccio, qui semblent être en continuation de la scène précédente du Tribut, et qui sont très différentes des roches escarpées et angulaires typiques de Masolino (comme à Castiglione Olona ), au style giottesque avec des roches anguleuses. Elles sont ici traitées comme des masses informes et gonflées, avec un contour doux d'arbres et d'arbustes peints à sec.
Pierre est représenté comme un orateur ardent habillé dans le style romain (qui pourrait être un rappel du Saint Jean de Giotto dans la scène de la Résurrection de Drusiana dans la chapelle Peruzzi à Florence). Il se trouve devant la foule tandis qu'il prêche d'un geste éloquent. Cette figure énergique avait dans le passé été attribuée à Masaccio, mais le traitement miniaturiste des boucles de ses cheveux et de sa barbe, ainsi que les visages doux et uniformes des spectateurs, sont des signes évidents de l'art de Masolino.
Les expressions des spectateurs sont des plus variées, de la douce attention de la religieuse voilée au premier plan, à l'engourdissement de la fille et du vieil homme barbu, à la peur de la femme en arrière-plan, dont les seuls yeux froncés sont visibles.
Les trois visages de jeunes gens derrière le saint sont probablement des portraits de contemporains, ainsi que les deux frères sur la droite, peut-être deux carmélites du couvent du Carmel qui, dans le passé, étaient également attribués à Masaccio.

## Source de traduction
- (it) Cet article est partiellement ou en totalité issu de l’article de Wikipédia en italien intitulé « Predica di san Pietro » (voir la liste des auteurs).